# Agua de Annique

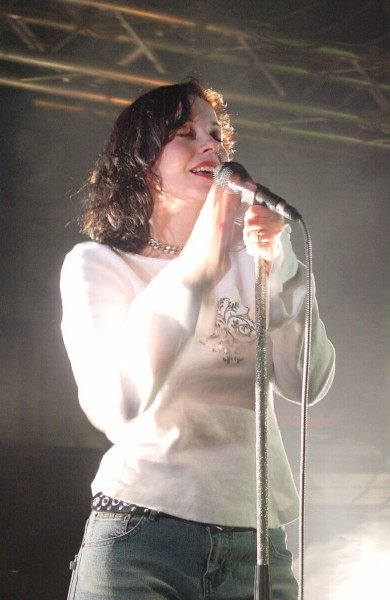
Аннеке ван Гірсберген, 2003 рік

Agua de Annique — проєкт нідерландської вокалістки Аннеке ван Ґірсберґен, колишньої учасниці рок-гурту The Gathering. Створений влітку 2007 року. Про створення групи ван Ґірсберґен заявила одночасно зі своїм відходом з The Gathering. Вірші і музику для першого альбому вокалістка написала задовго до утворення проєкту і пропонувала записати їх разом з The Gathering, але вони так і не увійшли в релізи групи.
Окрім власних пісень, на дебютному альбомі присутні пісні на вірші Крістін Ф'єллсет (Sunken Soldiers Ball) і Александра Джеффа (Come Wander With Me).
Другий альбом, що вийшов улітку 2009 року, досяг 42 місця в нідерландських чартах. Третій альбом гурту під назвою In Your Room вийшов 30 жовтня 2009 року.
Склад гурту
- Аннеке ван Ґірсберґен — вокал, клавішні
- Йоріс Діркс (Joris Dirks) — гітара
- Жак де Хард (Jacques de Haard) — бас-гітара
- Роб Снейдерс (Rob Snijders) — ударні

Студійні альбоми
- 2007 — Air
- 2009 — Pure Air
- 2009 — In Your Room

Сингли
- 2007 — Day After Yesterday
- 2008 — Come Wander With Me
- 2009 — The Blower’s Daughter
- 2009 — Hey Okay!
- 2010 — Sunny Side Up